# الی فیلیپ هکشر
الی فیلیپ هکشر (به سوئدی: Eli Filip Heckscher) زادهٔ ۲۴ نوامبر ۱۸۷۹م، در استکهلم؛ و درگذشته به تاریخ ۲۳ دسامبر ۱۹۵۲م، در سن ۷۳ سالگی در همان شهر، یک استاد و مورخ اقتصاد سیاسی در سوئد بود.

## پیشینه
الی هکشر در یک خانواده یهودی در استکهلم به دنیا آمد. پدر وی متولد دانمارک بود و شغل تجارت داشت. هکشر در سال ۱۸۹۶م، تحصیلات متوسطه را در زادگاه خود یعنی پایتخت سوئد به اتمام رساند. سپس در سال ۱۸۹۷م، به ادامه تحصیل در دانشگاه اوپسالا و یک سال بعد در  دانشگاه گوتنبرگ مشغول شد و در سال ۱۹۰۷م، موفق به اخذ مدرک پی‌اچ‌دی شد. بعد از پایان تحصیلات، وی از سال ۱۹۰۹ تا ۱۹۱۹م، در مدرسه اقتصاد استکهلم، در سمت استاد به تدریس اقتصاد سیاسی و آمار مشغول بود و بعد تدریس را به منظور تحقیق در تاریخ اقتصاد کنار گذاشت و در سمت استاد محقق تاریخ اقتصادی خدمات خود را تا بازنشستگی در سال ۱۹۴۵م، ادامه داد.
شاید مهم‌ترین اثر الی هکشر مقاله ای باشد که وی به زبان سوئدی در سال ۱۹۱۹م، تحت عنوان «اثر تجارت خارجی بر توزیع درآمد» منتشر کرد. این مقاله ابتدا مورد توجه قرار نگرفت اما بعدها زمینه ای برای شکل‌گیری و گسترش «قضیه هکشر و اوهلین» شد.

## قضیه هکشر و اوهلین
به صورت کاملاً خلاصه این قضیه بیانگر این است که امکانات تولید در کشورهای مختلف متفاوت است. در پاره ای از کشورها تمرکز سرمایه بالاست در صورتی که دسترسی به نیروی کار انسانی مشکل است. بر عکس در بعضی دیگر از کشورها نیروی کار انسانی فراوان است اما سرمایه کافی وجود ندارد. بنابراین هر کشوری در تناسب با امکانات تولیدی محل در تولید کالای خاصی تخصص پیدا می‌کند. انتقال کالا از کشوری به کشور دیگر در مقایسه با انتقال سرمایه یا نیروی کار، هزینه کمتری دارد؛ بنابراین هر چه روند تولید تخصصی تر باشد به نفع اهالی کشورهای مختلف  و همه آنهاست.